# Windchill (програмне забезпечення)
PTC Windchill — це сімейство програмних продуктів для керування життєвим циклом продукту (PLM) від PTC. У 2004 році вони організували «розміщену версію Windchill для малих і середніх клієнтів» як частину розширення своїх інструментів для співпраці. Станом на 2011 рік понад 1,1 мільйона користувачів у всьому світі користуються маркетинговими продуктами PTC.

## Історія
Windchill спочатку був розроблений компанією Windchill Technology Inc. і співзасновником Джимом Хеппельманном, нинішнім президентом і генеральним директором PTC. Коли PTC придбала Windchill Technology, Хеппельман приєднався до компанії на посаді старшого віце-президента. Windchill, випущений у 1998 році, став першим продуктом на ринку, який пропонував веб-застосунок PLM. У 2001 році Windchill ProjectLink був доданий для спільної роботи над проектами, а у 2002 році був представлений Windchill PDMLink для покращення керування даними про продукт. 
У 2004 році материнська компанія оголосила про плани «спростити процес управління продуктами».